# Physalia physalis
Ne doit pas être confondu avec Physalis.
Espèce
La Galère portugaise, Physalie ou Vessie de mer (Physalia physalis) est une espèce de siphonophores marins, c'est-à-dire une colonie comportant quatre types de polypes soutenue en surface par un flotteur de 10  à   30 centimètres. Malgré les apparences, ce n'est pas une méduse.
La Physalie fait partie du neuston, une catégorie d'organismes aquatiques liés à la surface, et plus précisément de la « The Blue Fleet » (la Flottille bleue) décrite par le biologiste marin Alister Hardy, aux côtés de deux autres cnidaires : la Porpite (Porpita porpita) et la Vélelle (Velella velella). Ainsi, bien qu'elles vivent habituellement dans les mers tropicales et subtropicales, les vents dominants peuvent les déporter sur de grandes distances, notamment vers les côtes européennes, où l'on assiste certaines années à des échouages massifs.

## Description

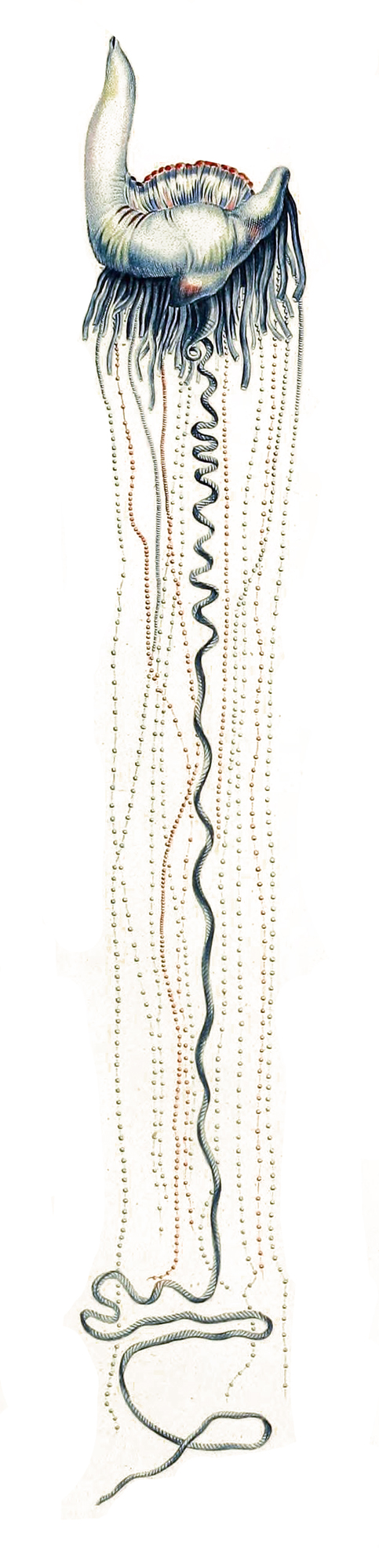
Physalia physalis

### Généralités
Le développement, la morphologie et l'organisation de la Physalie sont très différents de ceux des autres siphonophores.
Comme tous les siphonophorae, la Physalie est une colonie composée de milliers d'individus fonctionnellement spécialisés, appelés zoïdes, qui sont homologues aux polypes ou aux méduses vivant librement.
Chacun de ces individus est morphologiquement et fonctionnellement spécialisé (pneumatophore, dactylozoïde, gastrozoïde ou gonozoïde). Les scientifiques considèrent donc la Physalie comme un superorganisme unique.
Les zoïdes se répartissent en quatre types de polypes incapables de vivre indépendamment les uns des autres :

### Flotteur  ou pneumatophore
Il assure la flottabilité. Composée d'eau à hauteur de 90 %, la Physalie possède le flotteur caractéristique des siphonophores, mais pas les cloches natatoires.
Le flotteur est une sorte de ballon ovale translucide et presque symétrique avec une ligne de crête aux couleurs de l'arc-en-ciel tirant sur le pourpre, le vert, le bleu et le violet. Il correspond à un pneumatophore ellipsoïde comprimé dorsalement de façon à former une crête membraneuse. Il a pris chez ce siphonophore un développement considérable, atteignant 10  à   30 centimètres.
Le flotteur est rempli de monoxyde de carbone et d'air. Une extension du flotteur est utilisée comme une voile, pour voyager poussé par le vent.
Ce pneumatophore permet à la Physalie de se déplacer grâce aux courants marins et au vent. Il contient en moyenne 1/2 litre d'air mais peut contenir aussi une teneur certaine en monoxyde de carbone (jusqu'à 13 %), produit in vivo. Pour échapper à une attaque venue de la surface, le pneumatophore peut être dégonflé en laissant échapper l'air par un pore antérieur, ce qui permet à la Physalie de plonger brièvement.
Le flotteur est asymétrique et présente des tentacules bourgeonnants décentrés sur environ la moitié de sa longueur. Par ailleurs, le flotteur peut se situé à droite ou à gauche de la crête.
La population se répartit entre Physalies qui ont leurs tentacules à droite de la voile et naviguent sur tribord et Physalies qui ont leurs tentacules à gauche et naviguent sur babord.
Les tentacules jouant le rôle d'une ancre flottante, cette double dissymétrie permet à la Physalie de dériver à 45° de la direction du vent, ce qui assure une meilleure dispersion des populations dans les océans.

### Tentacules oudactylozoïdes
Sous le flotteur de la Physalie partent de multiples filaments de plusieurs mètres de long (10 mètres en moyenne, mais pouvant atteindre 50 mètres).
lui permettent de chasser et de se défendre, ce qui équivaut à une pêche à la traîne.
Les tentacules ont un aspect perlé. Chaque « perle » contient des cellules urticantes spécialisées (nématocystes), qui provoquent une brûlure plus intense que celle de l'ortie et peuvent entraîner un état de choc chez les personnes piquées dans l'eau. Le poison est produit par les nématocystes des tentacules. Un seul tentacule peut tuer un banc de petits poissons, proies qui seront attirées vers les gastrozoïdes qui les digéreront.
Les filaments microscopiques, appelés les nématocystes, peuvent conserver leur pouvoir urticant et venimeux jusqu'à deux mois après la mort de l'animal.

### Polypes nourriciers ougastrozoïdes
La Physalie possède de nombreux polypes digestifs (gastrozoïdes), qui pendent et sécrètent des sucs digestifs sur la proie qui a été capturée et immobilisée par la piqûre des longs tentacules contractiles (les dactylozoïdes).
Les gastrozoïdes (polypes nourriciers) se présentent sous forme de bourgeons à l'avant de la colonie et sont transportés vers l'arrière par une tige allongée. Ils sont les seuls zoïdes de la Physalie à assurer la digestion des proies, par voie interne ou externe.

### Polypes reproducteurs ougonozoïdes
Les gonozoïdes sont des organes émetteurs de gamètes, assurant la reproduction. Comme dans tous les cystonectae, les gonodendres (organes sexuels) sont des structures composées, contenant des gonophores (méduses réduites, portant une gonade), des palpons (forme dérivées de gastrozooides dépourvues de tentacules et présentes dans les cystonects) et des nectophores, polype spécialisé dans la mobilité, et dont la fonction est peut-être ici de propulser les gonodendres se détachant. Les gonodendres de Physalie contiennent de plus des « polypes gélatineux », des nectophores réduits. Tous les gonodendres d'une colonie portent des gonophores d'un seul sexe.

## Habitat et répartition
Cet animal vit principalement dans les mers tropicales et subtropicales des océans Atlantique et Indien (même si certains spécialistes constituent cette population en une espèce distincte, Physalia utriculus). Des individus isolés peuvent cependant être transportés par les vents et les courants jusqu'aux plages françaises, généralement en fin de vie ; il a également été observé sur la côte belge à Raversyde. En 2024, l'apparition de plusieurs individus sur les plages de Catalogne ont provoqué la fermeture temporaire de ces dernières pour assurer la sécurité des baigneurs. D'autres apparitions ont été signalées en mer Méditerranée en Tunisie et en Sardaigne.
Avec le Gulf Stream qui se réchauffe, des observations sont devenues plus courantes le long des plages de la Nouvelle-Écosse, au Canada. À mesure que l’influence du Gulf Stream se renforce, les créatures tropicales et subtropicales sont désormais transportées plus loin, jusqu’aux côtes de la Nouvelle-Écosse.
La Physalie évolue en masse, généralement en pleine mer (les échouages sur les côtes sont généralement accidentels). Sous les tropiques, on peut rencontrer des bancs formés de plusieurs millions d'individus.

## Écologie et comportement

### Reproduction
La reproduction est assurée par les gonozoïdes, un des quatre types de polypes de la colonie. Les nouvelles colonies sont formées par bourgeonnement où des polypes se séparent de la colonie principale, donc de manière asexuée. La reproduction a lieu principalement entre le printemps et l'été, et les larves sont planctoniques.

### Alimentation
Certains des polypes qui ont une forme de tentacule sont constitués de cellules urticantes capables de paralyser des poissons. Ensuite, d'autres polypes également à forme de tentacules transportent le poisson paralysé jusqu'à d'autres polypes spécialisés afin que celui-ci soit digéré. Elles consomment aussi des crevettes, des copépodes et d'autres petits crustacés.

### Caractéristique hydrodynamique
Les physalies sont soit droitières, soit gauchères. Quand le vent se lève, leur crête tournée leur permet d'être dirigée à 45° à droite ou à gauche par rapport à la direction de ce vent. Les scientifiques pensent que cette caractéristique hydrodynamique correspond à une stratégie de vie : quel que soit le vent, seule une partie de la population subit une dérive vers les plages, y échoue et meurt,.

### Prédateurs et vie associée
La tortue Caouanne compte les Physalies parmi ses proies habituelles.
Les mollusques nudibranches du genre Glaucus (notamment Glaucus atlanticus et Glaucilla marginata), de petites espèces de limaces nageuses, tirent leur pouvoir urticant des Physalies dont ils se nourrissent et parmi lesquelles ils vivent. Immunisés vis-à-vis des toxines, ils stockent préférentiellement la catégorie de nématocystes les plus urticants dans des sacs spécialisés : les cnidosacs.
La janthine (Janthina janthina) un autre gastéropode qui assure sa flottabilité avec des bulles de mucus, et chasse les hydrozoaires flottant sur l'eau.
Les pieuvres voilées du genre Tremoctopus sont aussi immunisées contre le venin de la Physalie et la femelle est connue pour arracher les filaments du siphonophore et s'en servir comme moyen de défense,.
Le poisson Nomeus gronovii vit lui aussi en association avec les physalies, et se nourrit de leurs tentacules et de leurs gonades.
Tous ces animaux, partageant mode de vie et coloration et qui forment souvent des bancs mélangés, forment ce que le biologiste marin Alister Hardy avait décrite sous le nom de « The Blue Fleet » (La Flottille bleue).

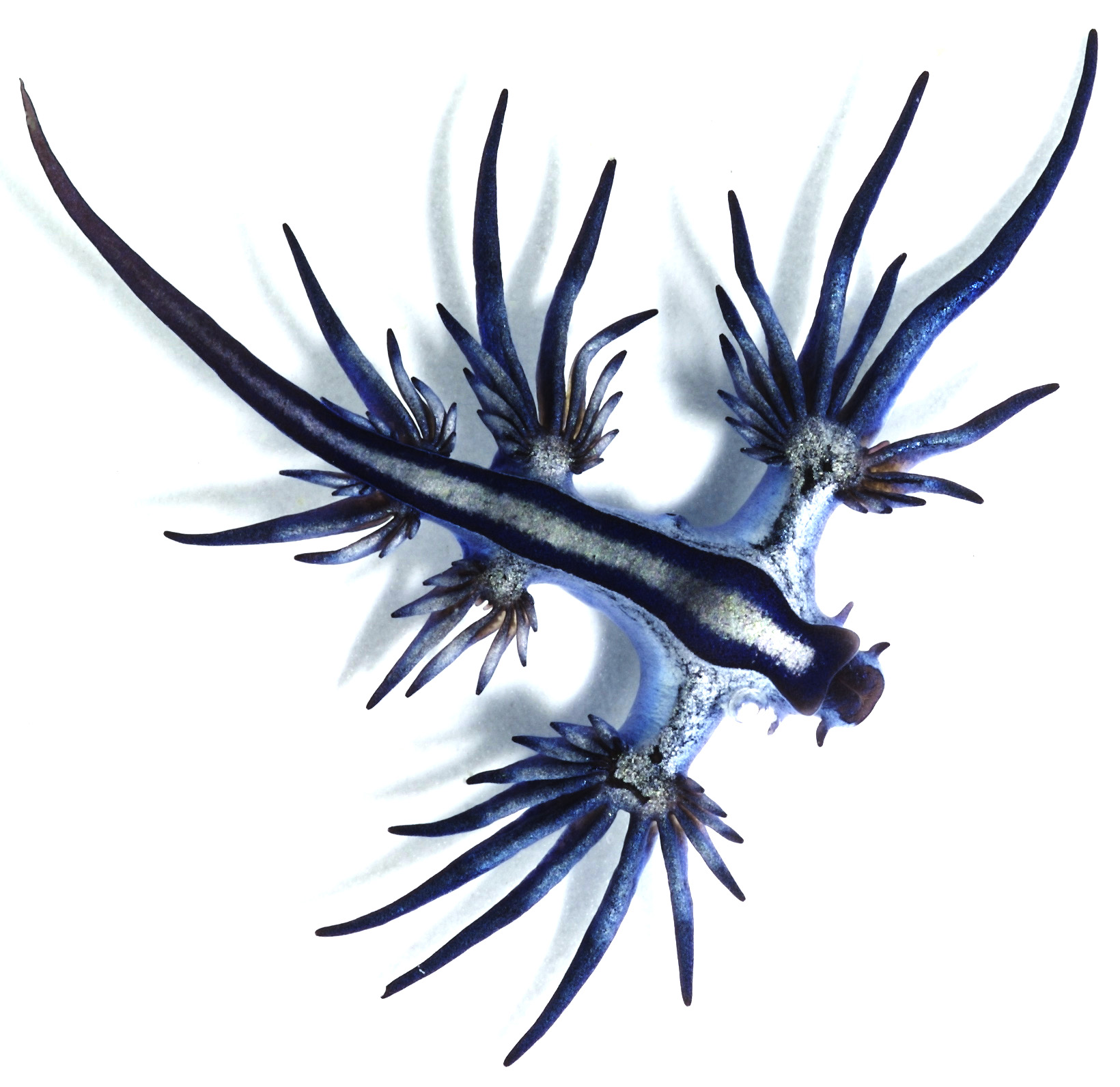
Glaucus atlanticus, un prédateur très spécialisé des physalies.
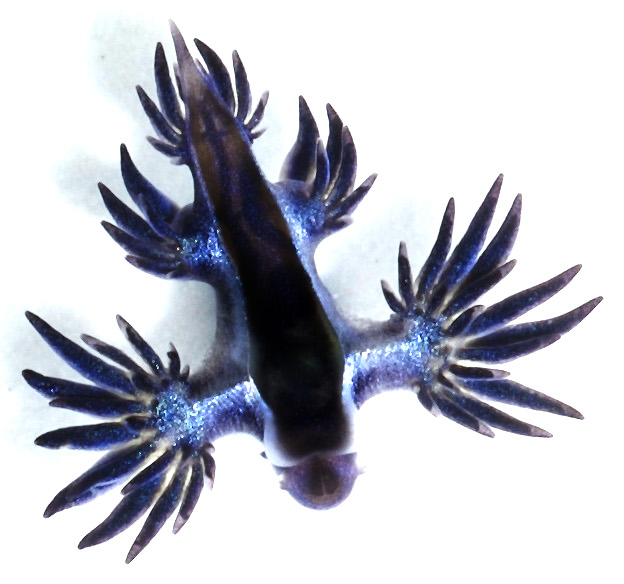
Glaucilla marginatus est une espèce proche, elle aussi mimétique de ses proies
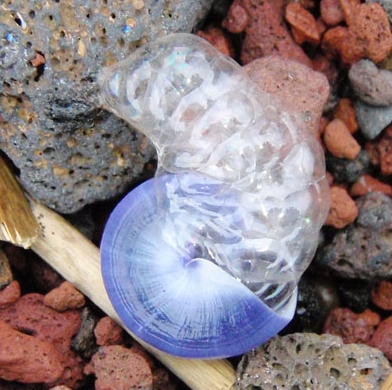
La janthine se maintient parmi les physalies grâce à ses bulles-flotteurs
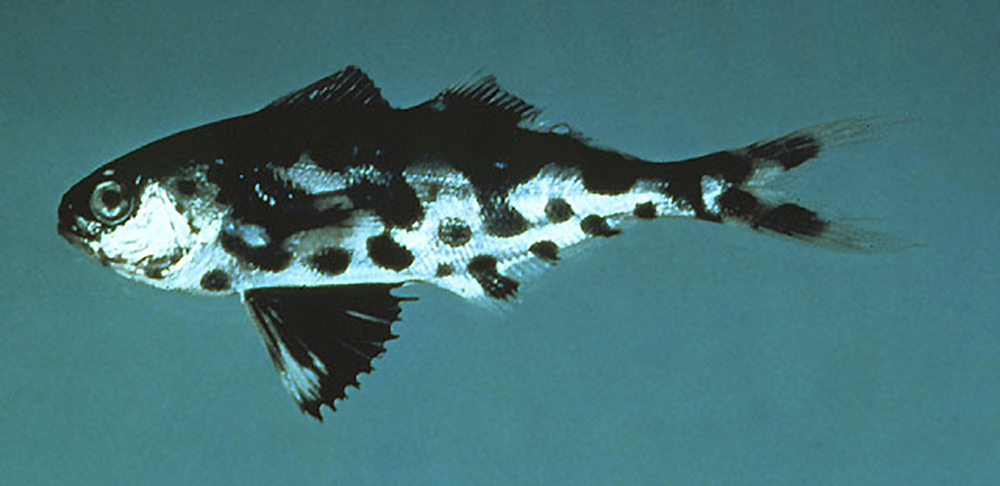
Le petit Nomeus gronovii est immunisé contre le venin des physalies, et peut les attaquer.

## La physalie et l'être humain

### Envenimation

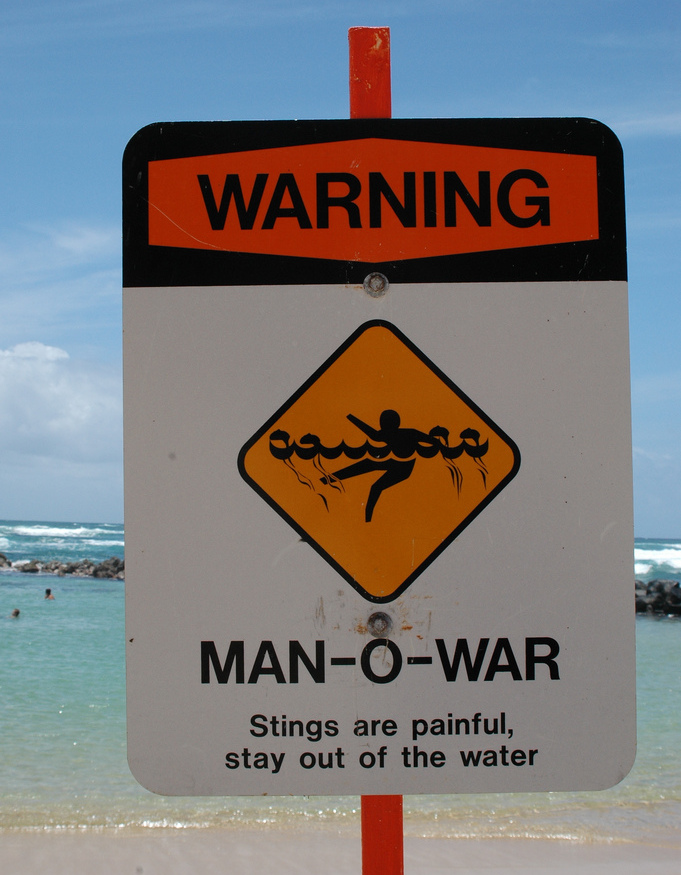
Attention !!! Les piqûres sont douloureuses. Restez en dehors de l'eau

Le venin de la physalie (physalitoxine) est dangereux pour l'être humain. L’envenimation se traduit par une douleur intense, accompagnée de multiples symptômes : douleurs musculaires locales ou généralisées, gêne respiratoire, crise hémolytique aiguë et défaillance rénale ; les spécimens de grande taille peuvent dans certains cas (personnes fragiles ou allergiques, adulte en bonne santé mais emmêlé dans ses filaments) être responsables d'envenimement mortel : la dose létale de physalitoxine chez l'être humain est de 0,2 mg/kg. Enfin, même mortes, échouées et à moitié sèches, les physalies sont dangereuses plusieurs jours ou semaines après leur échouage. Environ 10 % des piqûres ont présenté des signes de gravité : perte de connaissance, gêne respiratoire, douleurs abdominales ou thoraciques, vomissements, tachycardie, hypertension artérielle ou crampes musculaires.
En cas de piqûre, vu la dangerosité du venin et la douleur extrême générée, il faut appeler immédiatement une aide médicale puis appliquer les premiers soins, les mêmes que ceux donnés en cas de piqûres de méduses : rincer la zone piquée avec de l'eau de mer (mais ne jamais rincer à l'eau douce, ni frotter, ni mettre du vinaigre car cela fait éclater les cnidocystes) puis retirer les tentacules à l'aide d'une pince et enfin appliquer une vessie de glace ; de plus, le bouche-à-bouche en cas de difficultés respiratoires ou le massage cardiaque peuvent parfois être indispensables à la survie de la victime en attendant les secours.

### Échouages massifs
Les populations de physalies sont très fluctuantes, et peuvent connaître des efflorescences spectaculaires, parfois suivies par des échouages massifs (appelés flottes ou armadas en référence à leur nom vernaculaire) sur les plages en fonction des courants et de la météo, phénomènes très problématiques en été. 

Galères portugaises échouées sur des plages
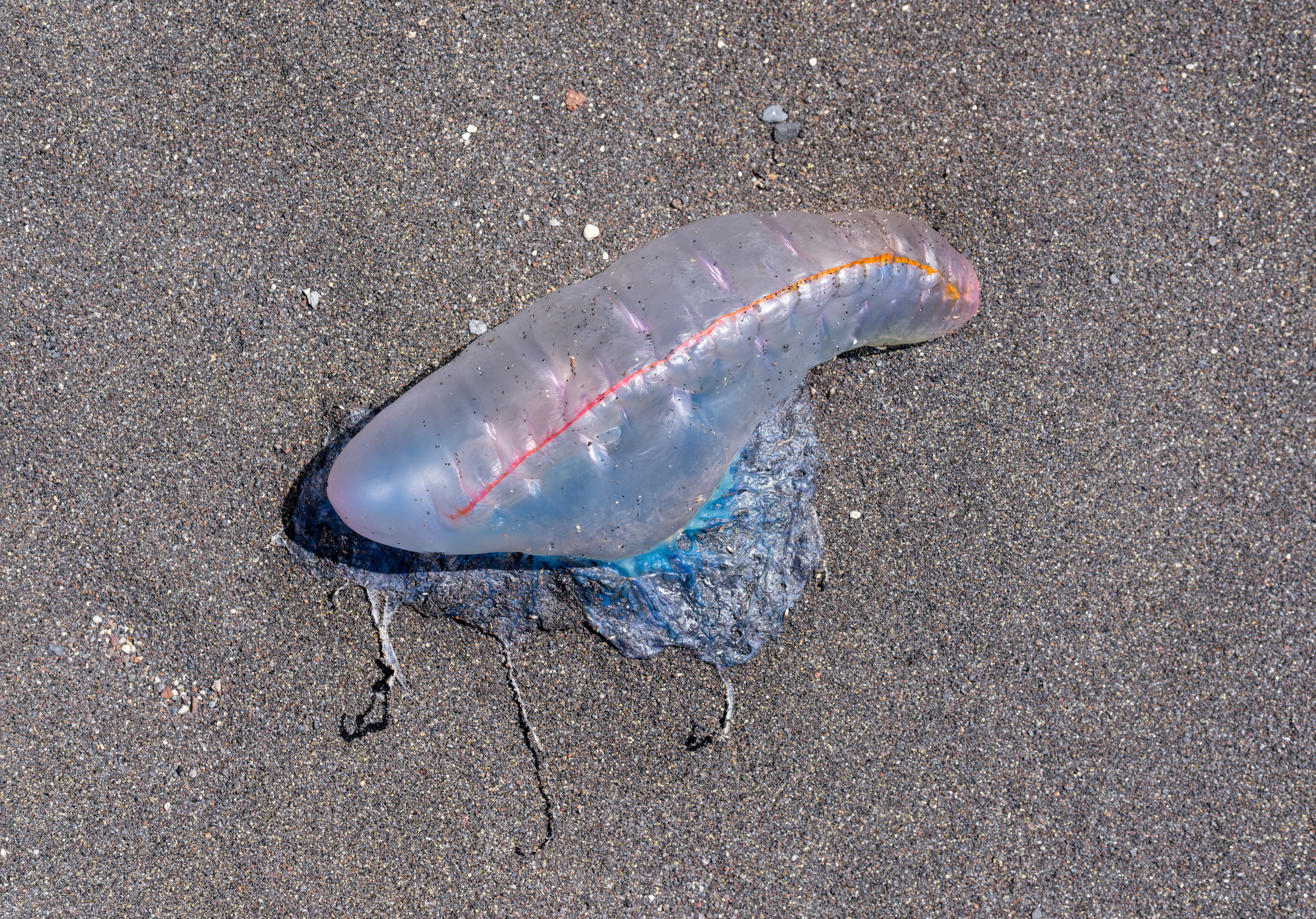
Sur l'île de Sao Miguel, Açores, Portugal
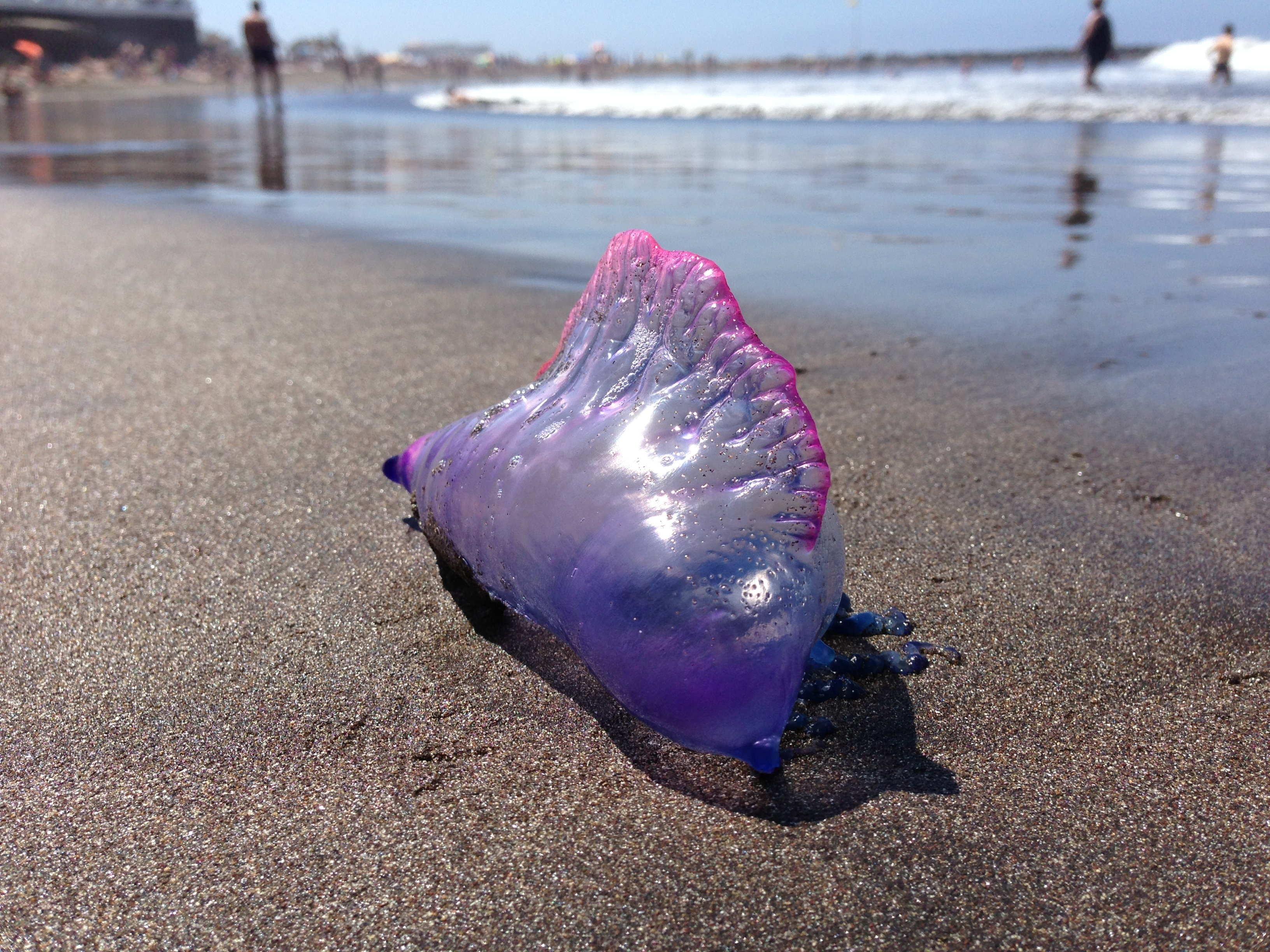
Sur l'île de Tenerife, Îles Canaries, Espagne
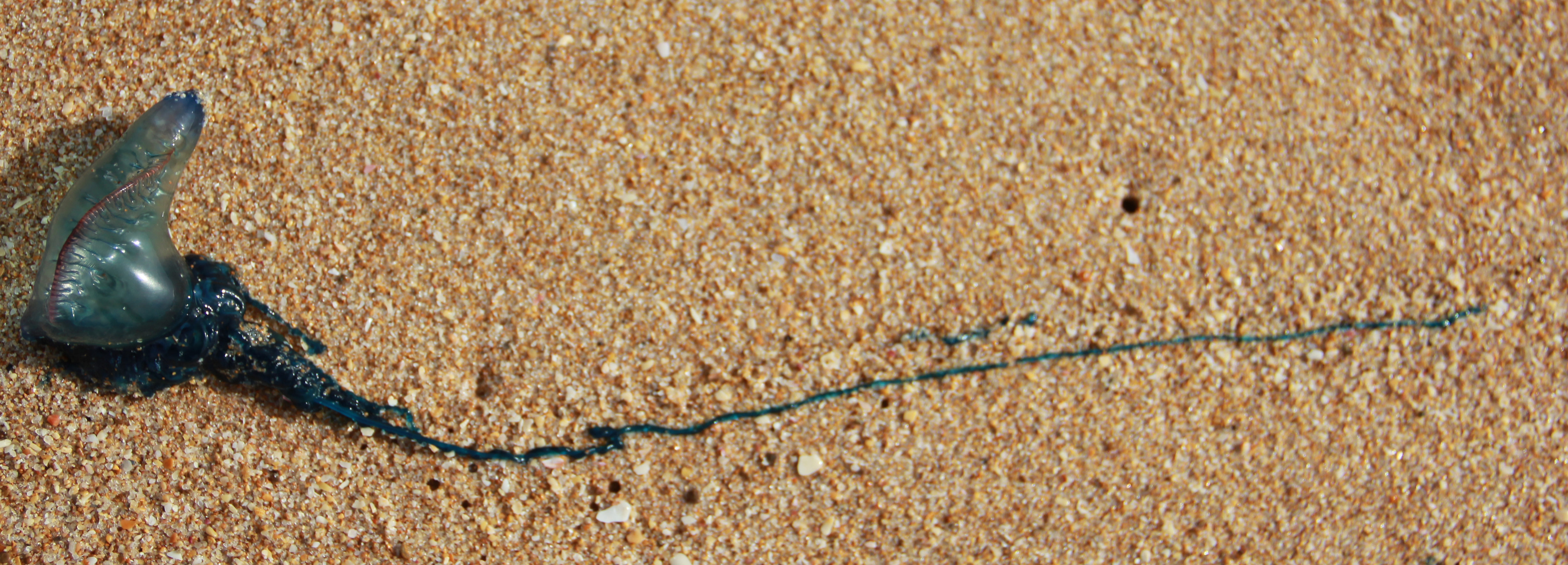
En Andalousie au sud de Cadix (Cádiz), Espagne
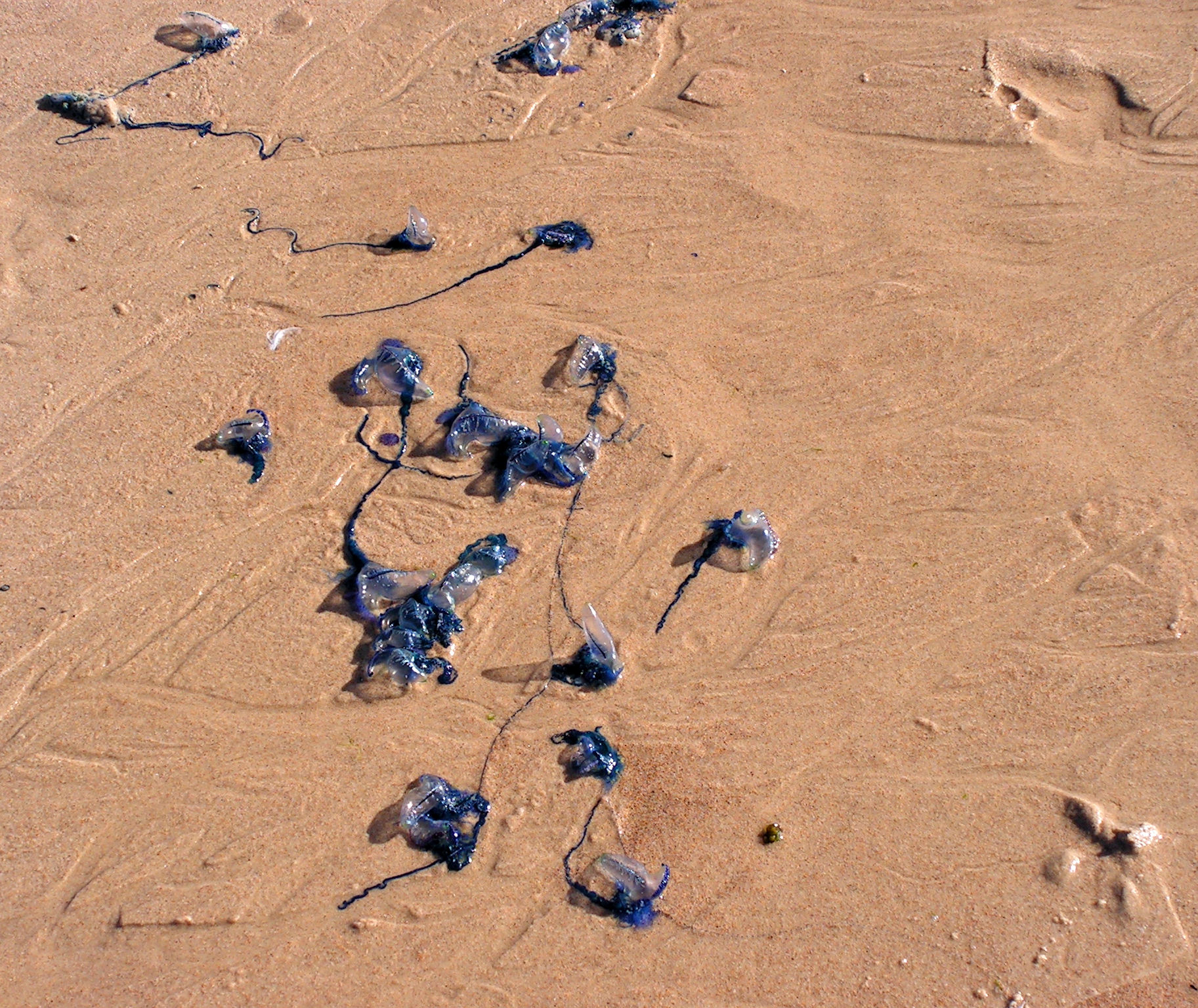
Plage de Maroubra à 10 km au sud-est de Sydney, Australie

En 2017, après l’ouragan Ophelia, des physalies ont été retrouvées par milliers dans la Manche, sur des plages du Devon, du Hampshire, du Dorset et à l'ouest jusqu'en Irlande, phénomène inconnu de mémoire humaine.

### Anaphylaxie
Cette physalie est célèbre pour être à l'origine d'une découverte en médecine, l'anaphylaxie, faite par Charles Richet et Paul Portier grâce à leur expérimentation à partir de 1901 sur leurs toxines.

### Noms et appellations
Cet animal connu et redouté depuis longtemps possède de nombreux noms vernaculaires : vessie de mer, galiote portugaise, galère portugaise, casque portugais, méduse cerf-volant... Le nom le plus courant, traduit tel quel dans les autres langues (anglais, espagnol, allemand, néerlandais) est « galère portugaise », du fait de la vague ressemblance avec les « galiotes » portugaises, petites galères à voile ronde.
Pour son nom scientifique, Physalis signifie « vessie » en grec.

### Dans la culture
Cet animal est célèbre pour la puissance de son venin et sa capacité à s'échouer massivement à certaines périodes, et fait donc partie du bestiaire littéraire marin.
L'écrivain Jules Michelet écrit ainsi à son propos : 

« [la méduse] est faite à l’opposé de la physalie, sa parente. Celle-ci n’a au-dessus de l’eau qu’un petit ballon, une vessie insubmersible, et laisse traîner au fond ses longs tentacules, infiniment longs, de vingt pieds ou davantage, qui l’assurent, balayent la mer, frappent le poisson de torpeur, le lui livrent. Légère et insouciante, gonflant son ballon nacré, teinté de bleu ou de pourpre, elle lance, par ses grands cheveux de sinistre azur, un subtil venin dont la décharge foudroie. »

— Jules Michelet, « Fille des mers », La Mer (1861).

## Photos prises sur des plages

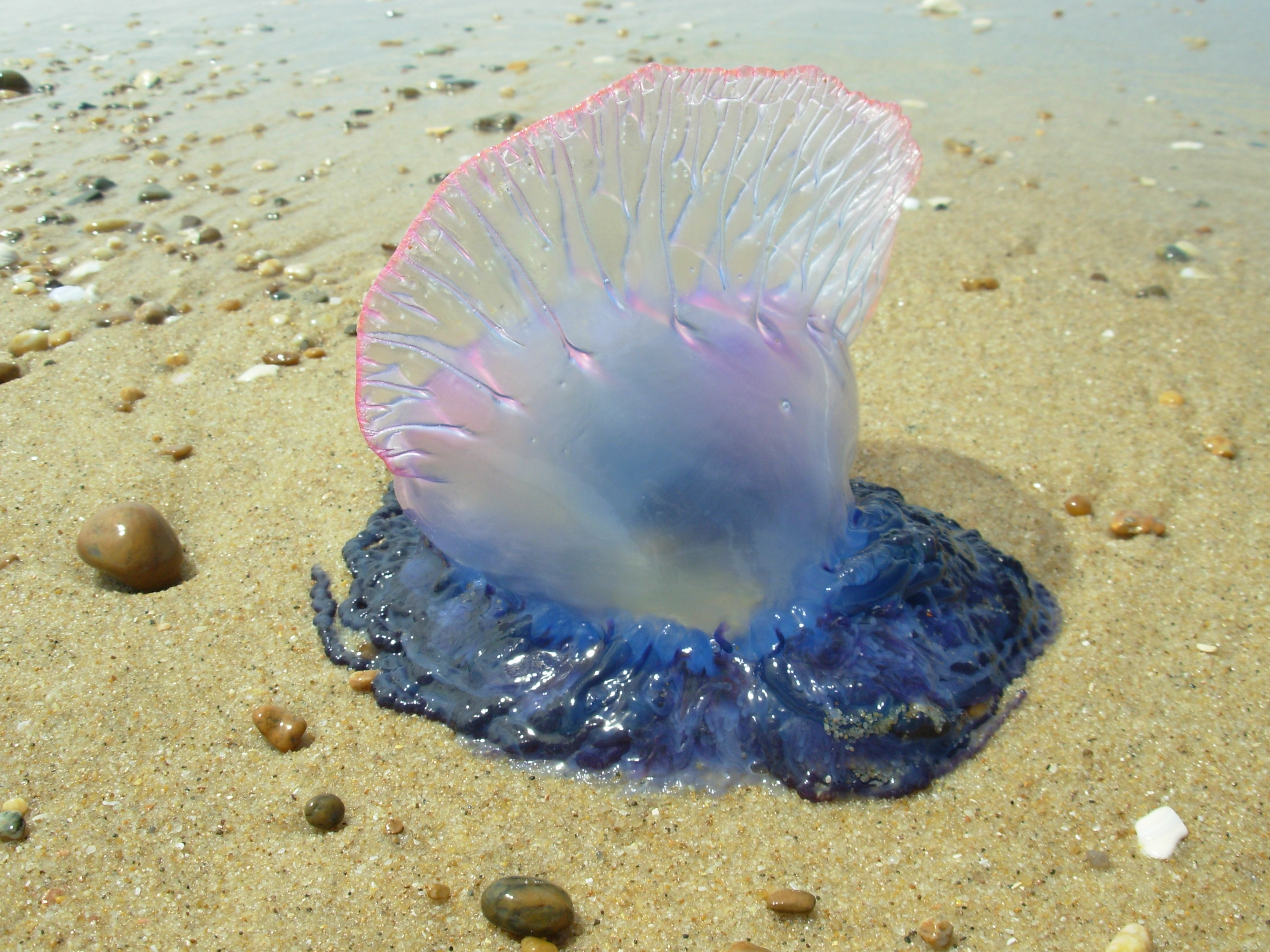
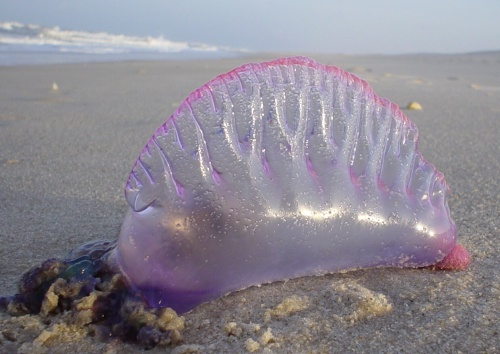
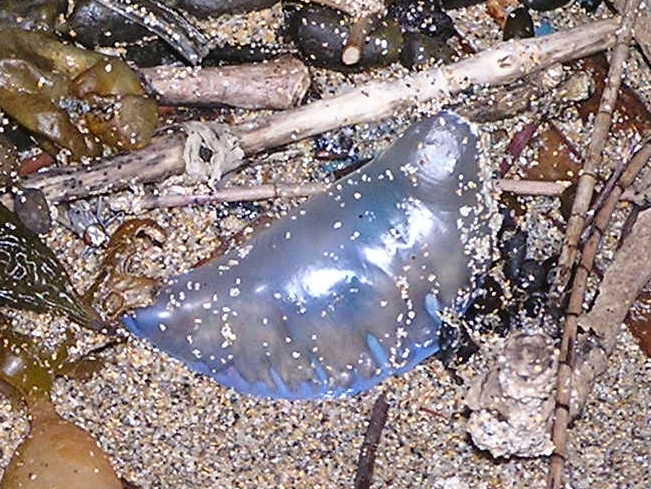
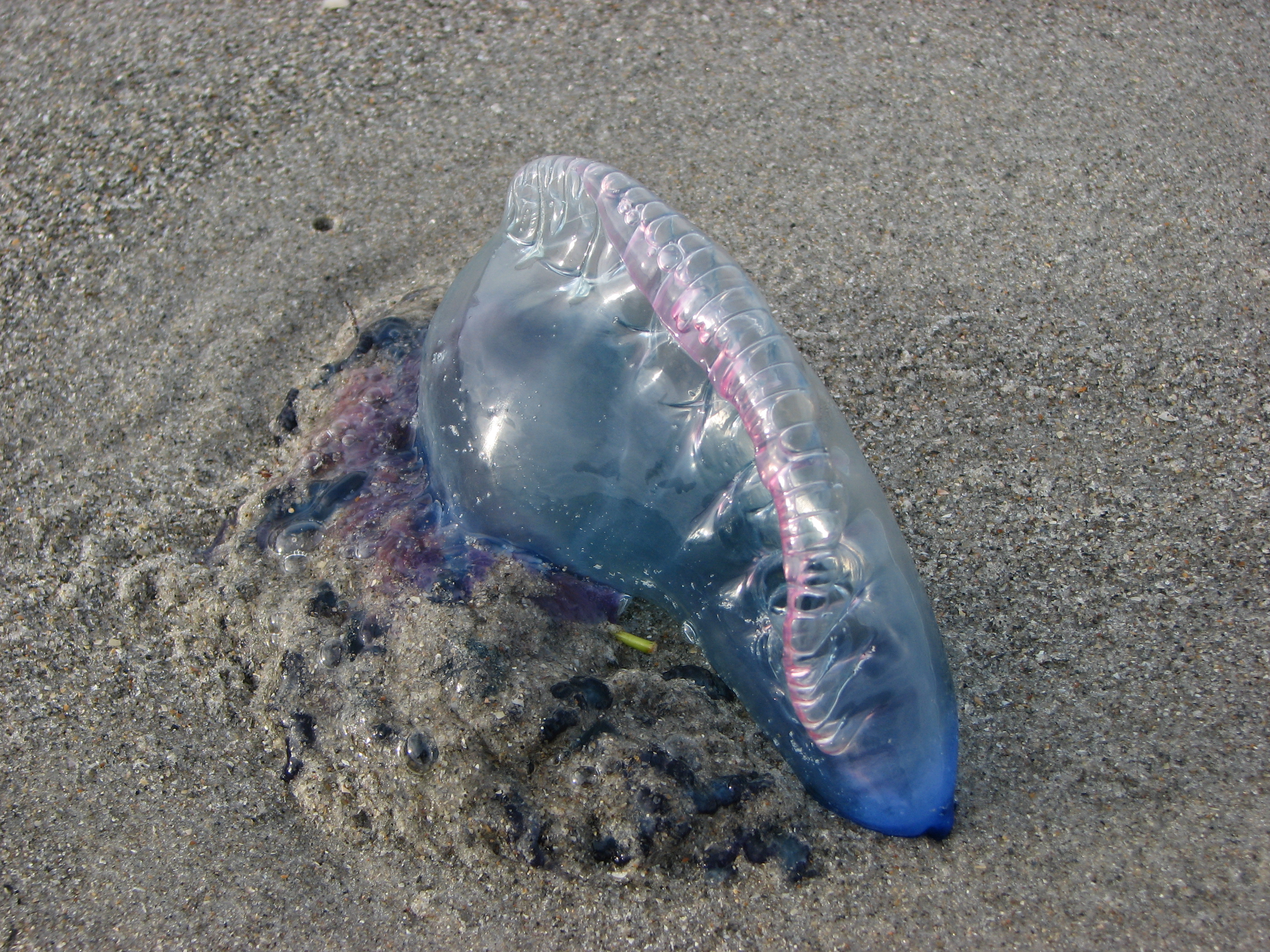
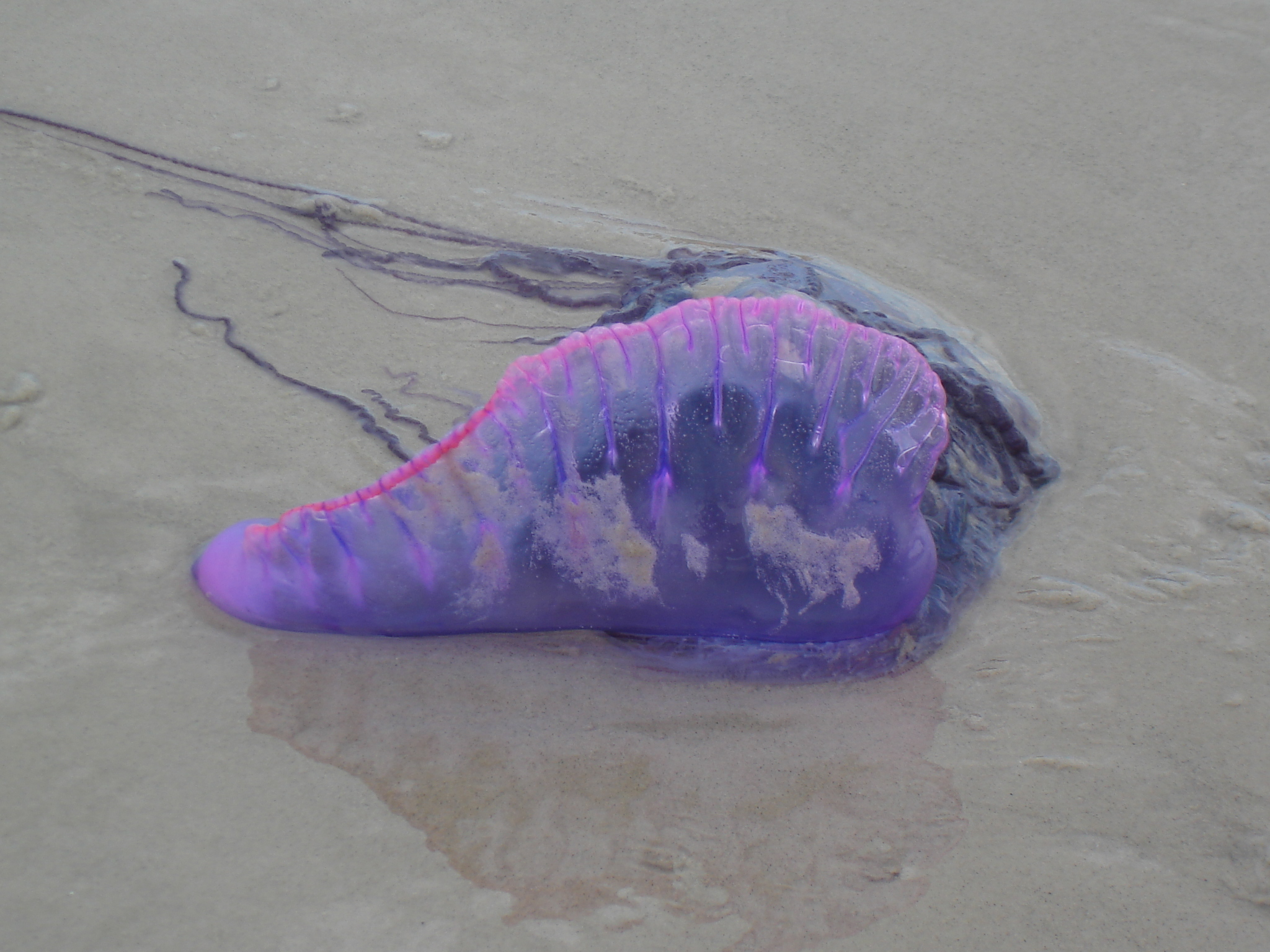